# Enceinte de la médina de Salé

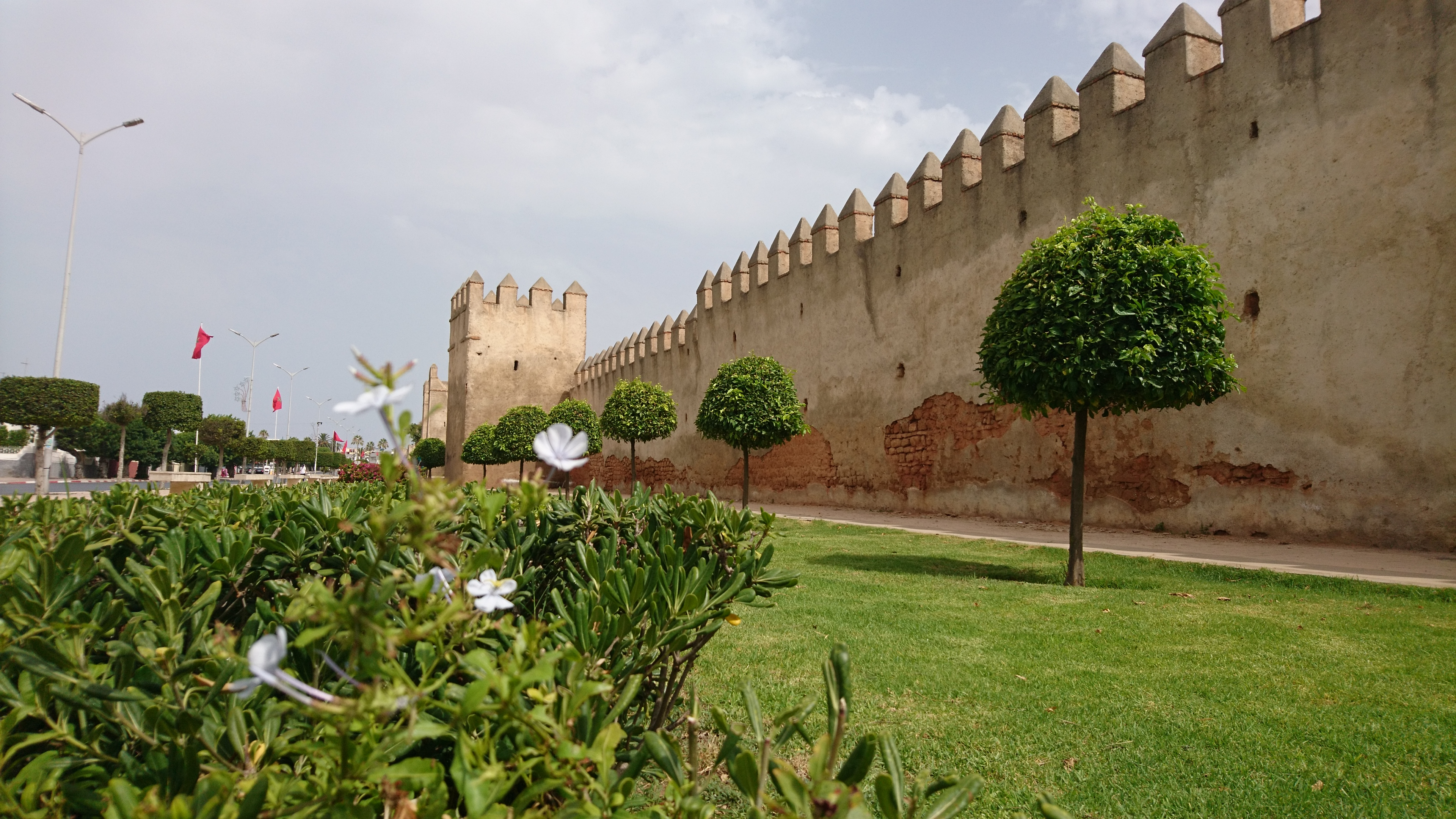
Muraille de Salé à côté de Bab Bouhaja.

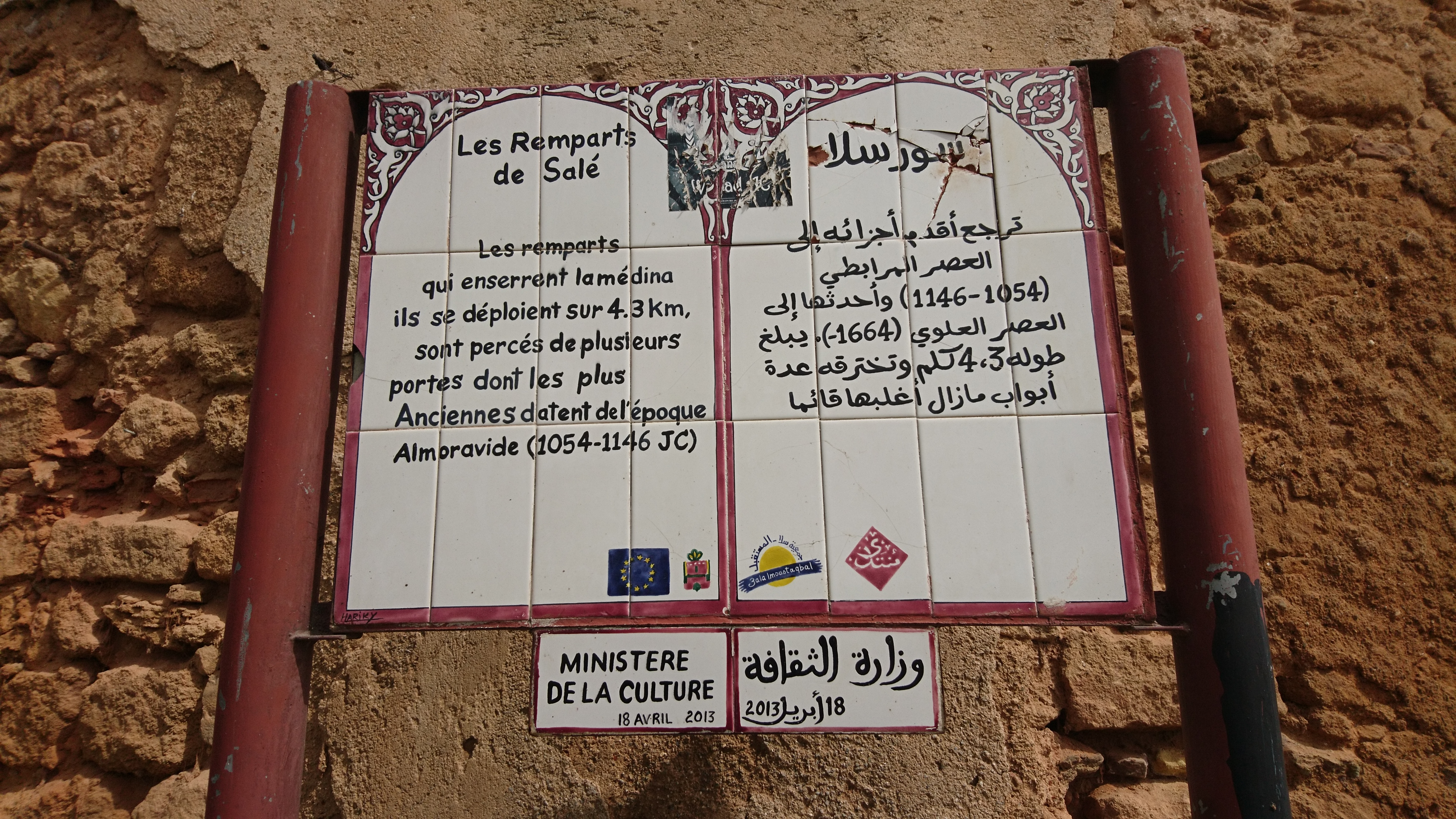
Fiche descriptive de la muraille de Salé.

L'enceinte de la médina de Salé, au Maroc, est formée d'un ensemble de remparts, de fortifications et de bastions, classé monument historique en octobre 1914, sous le règne du sultan alaouite Moulay Youssef, un peu plus de deux ans après l'instauration du protectorat français sur l'empire chérifien.
Lors de son classement, cette enceinte de la médina, ou ville ancienne, de Salé, comportait ces bastions et portes ainsi officiellement nommés (borj désignant un bastion et bab une porte) : « [B]orj El Kebir, Bab Chaarfa, Bab Septa, Bab Ferth, Bab Fez, Bab Mellah, Borj El Mellah, Bab Bou Hadja, Bab Jdid, Bab Malka, Borj El Qedim et Borj El Djedid ». Ces dénominations ne sont pas forcément celles utilisées actuellement, selon les époques ou par tous, et selon les dénominations adoptées, des confusions sont possibles.
Sa forme est celle d'un trapèze orienté parallèlement à la côte atlantique toute proche, dans les directions du nord-est et du sud-ouest (sa façade « occidentale » étant tournée vers l'Océan et sa façade « méridionale » vers l'embouchure du Bouregreg et Rabat, la capitale du pays).
Sur le plan architectural, elle est « flanquée par des tours barlongues et ponctuée par des portes urbaines dans la pure tradition des enceintes médiévales de l’Occident musulman » et « compte parmi les ouvrages défensifs islamiques les plus anciens du Maroc ».

## Variations toponymiques

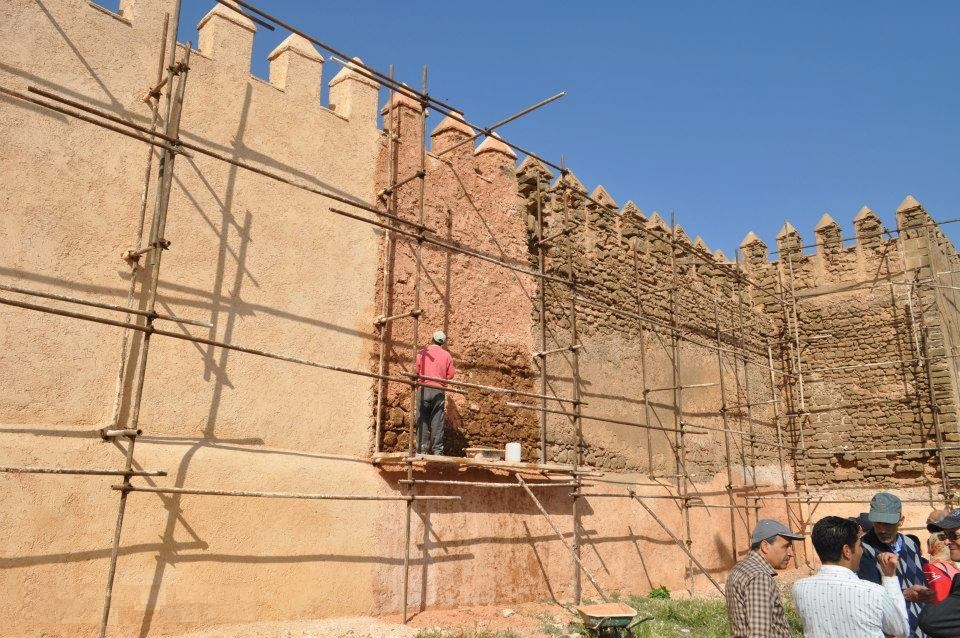
Restauration des remparts du côté de Bab Dar Assinaâ.

Pour chaque bastion (borj) ou porte (bab), est d'abord donné le nom officiellement utilisé lors du classement comme monument historique de l'enceinte, au début du XXe siècle ; viennent ensuite éventuellement :
- entre parenthèses, une ou des variations orthographiques ;
- après un deux-points, une ou plusieurs autres dénominations.

- Borj El Kebir : Borj Roukni[5]
- Bab Chaarfa
- Bab Sebta
- Bab Ferth
- Bab Fez (Bab Fès[6]) : Bab Lakhmis[6]
- Bab Mellah : Bab el-Mrissa[7]

- Bab Dar As-Sinaâ : Bab Ferran

- Borj El Mellah
- Bab Bou Hadja
- Bab Jdid
- Bab Malka
- Borj El Qedim
- Borj El Djedid

## Histoire

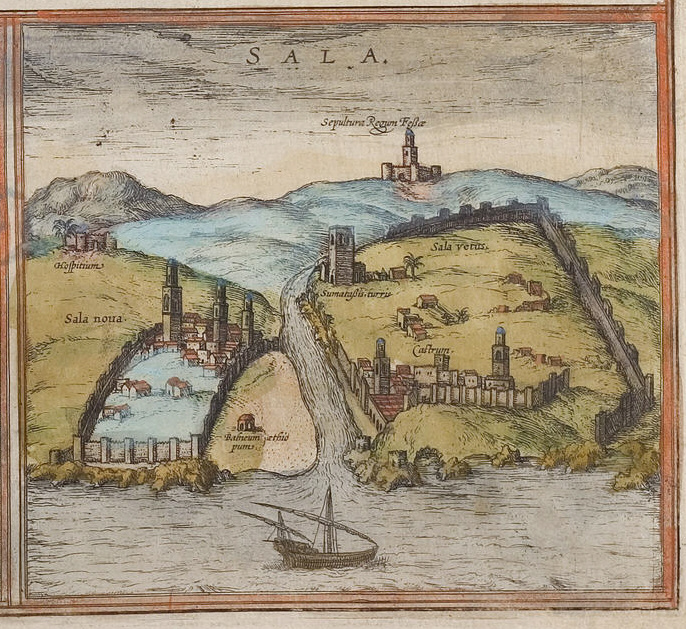
Gravure de Georg Braun et Frans Hogenberg représentant les remparts de Salé ainsi que ceux de Rabat en 1572

Salé, au temps des Ifrénides, fut très difficile à assiéger. Ainsi les Almohades éprouvèrent beaucoup de difficultés à conquérir Salé. Sous l'ordre du calife almohade Abdelmoumen, ils décidèrent de détruire les remparts. Adoptant la même devise que son grand-père, Yacoub El Mansour fit reconstruire l'enceinte de Salé du côté nord et sud-est en 1196. Mais la façade en face de la mer resta à découvert, ce qui engendra la plus grande catastrophe de l'histoire de la ville et conduisit les Castillans à prendre Salé en 1260. Le sultan mérinide Abu Yusuf Yaqub ben Abd al-Haqq construisit en 1261, à l'emplacement du débarquement espagnol, un borj qu'il baptisa à la suite du massacre Borj Adoumoue (« bastion des Larmes »).
Comme ceux de Rabat, située de l'autre côté du Bouregreg, les remparts de Salé eurent une deuxième vie à l'époque des corsaires salétins. Outre la prise de Salé (1260), ils furent aussi témoins du désastreux bombardement de Salé en 1851.
Sous le règne de Moulay Youssef – sultan alaouite, arrière-grand-père de l’actuel roi Mohammed VI – et un peu plus de deux ans après l'instauration du protectorat français sur l'empire chérifien, cette enceinte de la médina a été classée monument historique par un dahir du 10 octobre 1914, signé par le grand vizir M'hammed ben Mohammed el-Guebbas, sur proposition du premier commissaire résident général de France au Maroc, Hubert Lyautey .
Depuis 2006, les remparts de Salé accueillent le festival biennal de Karacena.

## Architecture

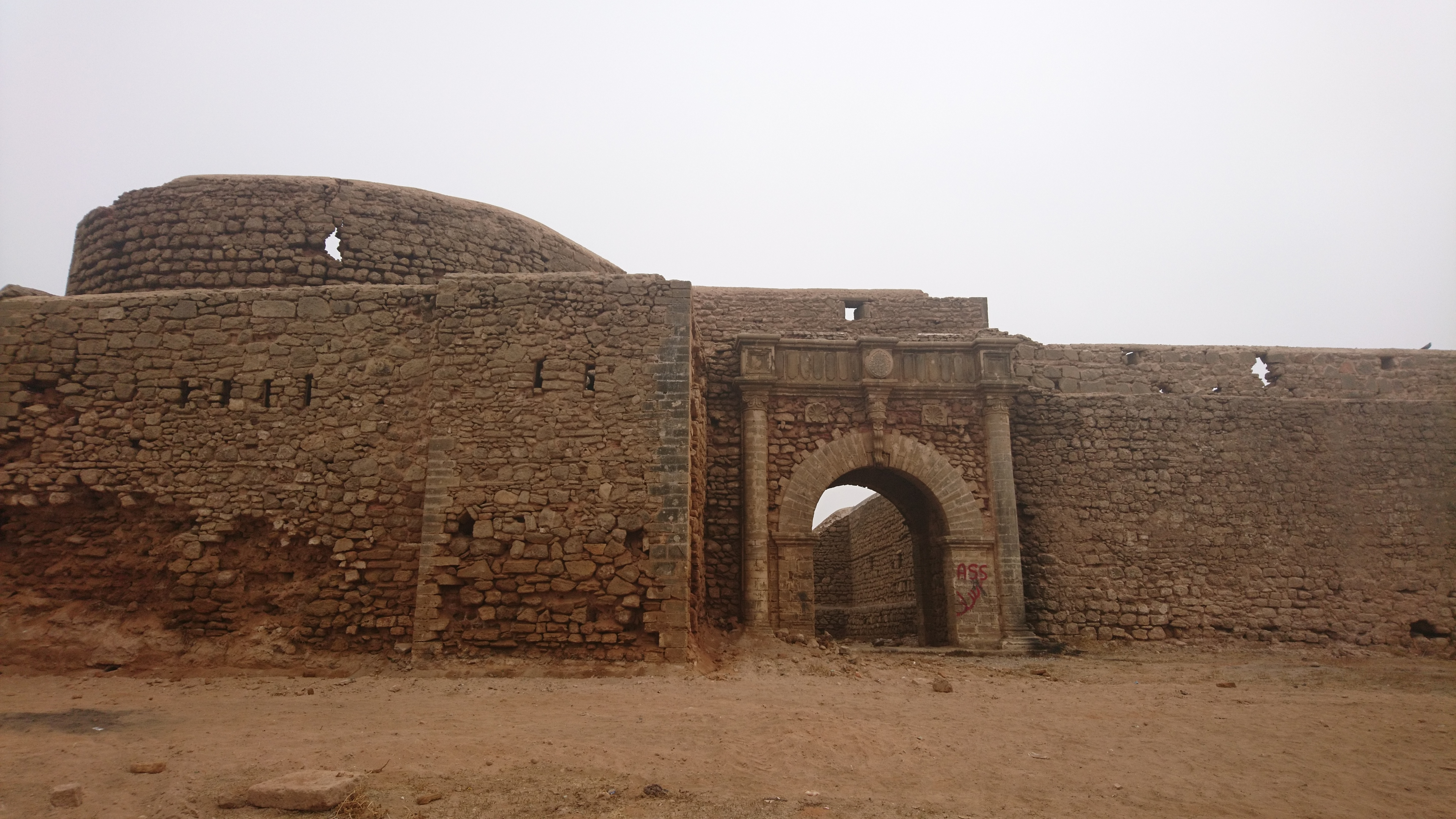
Ancienne porte dans la vieille ville de Salé.

Les trous dans les remparts mérinides témoignent de l'utilisation de la technique de consolidation par coffrage.

## Galerie

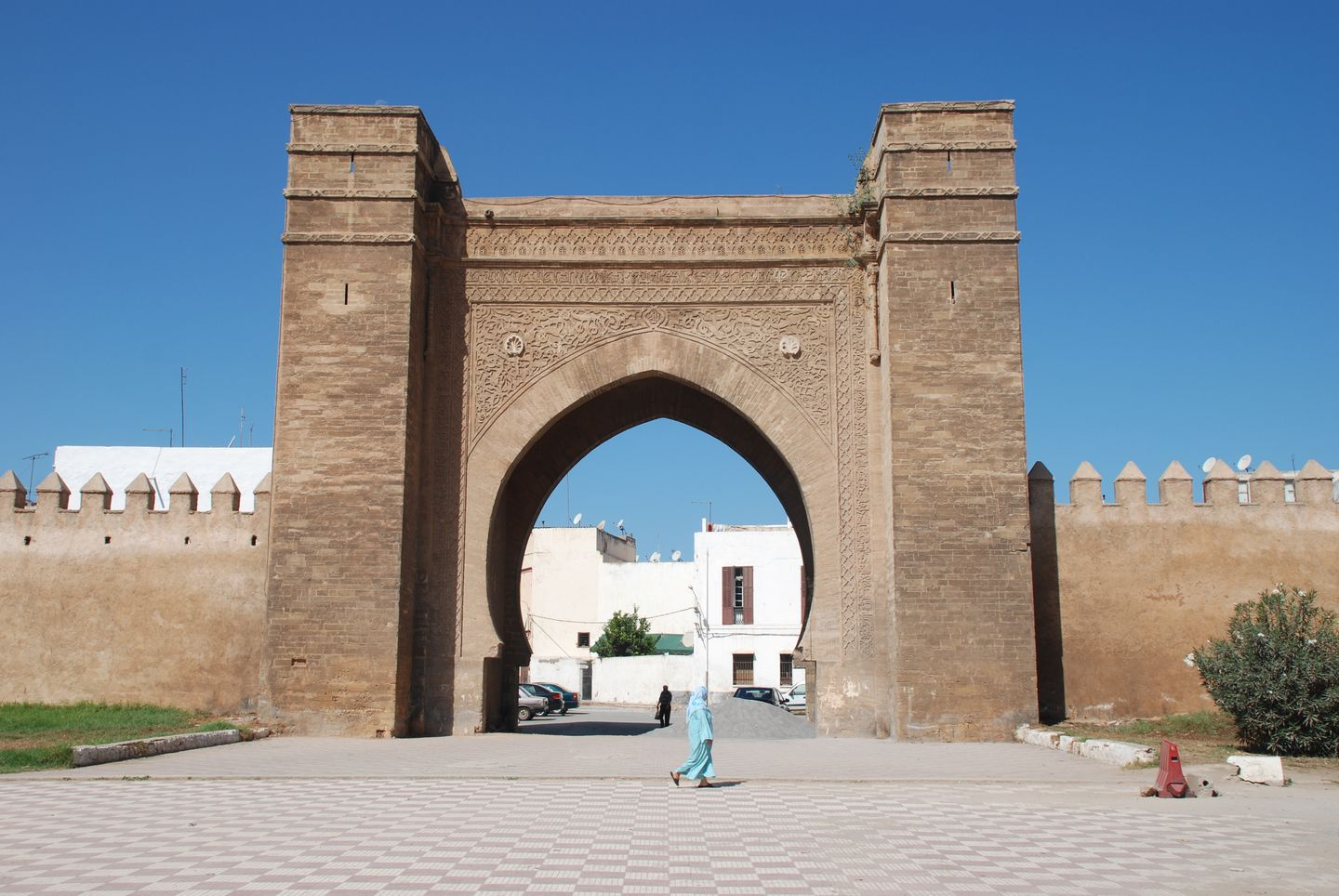
Bab Lamrissa, qui fut autrefois une grande porte maritime
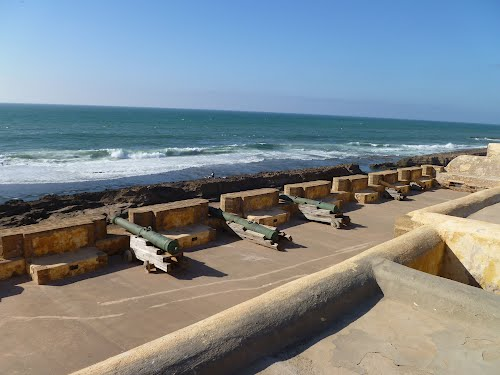
Borj Adoumoue (« bastion des Larmes »), bâti en 1785 par le sultan alaouite Sidi Mohamed ben Abdellah
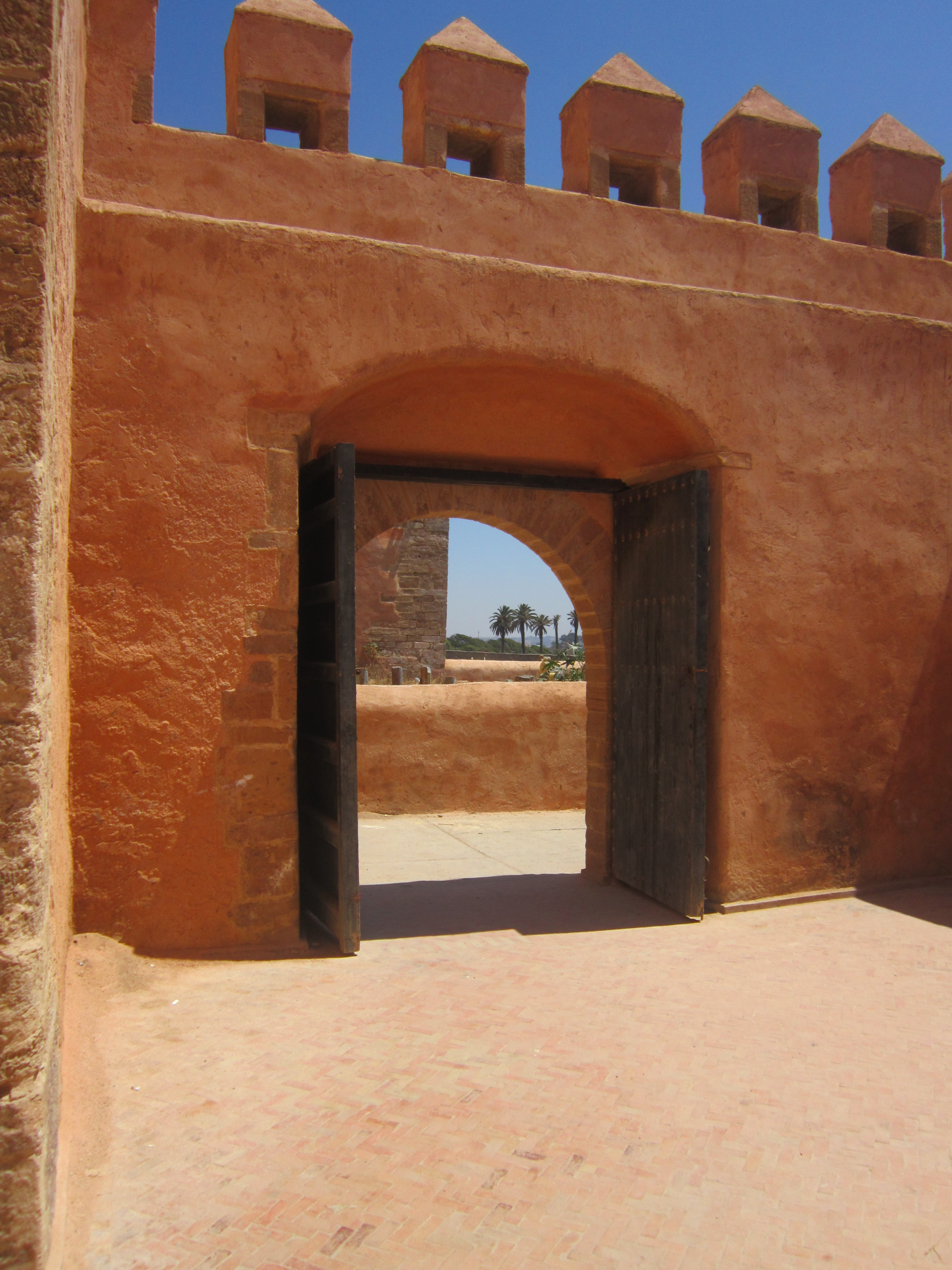
Passage depuis les remparts vers le cimetière de Bab Maâlqa
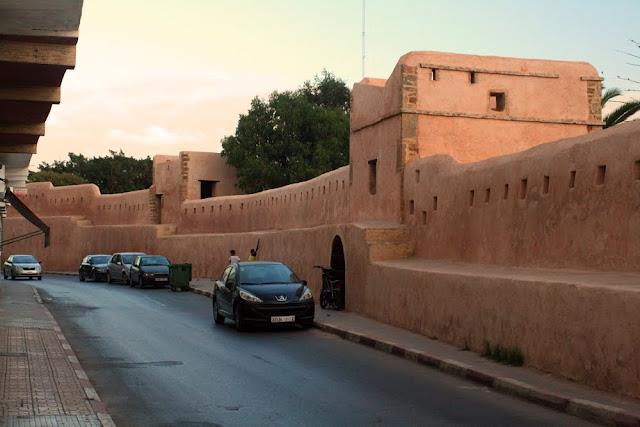
Fortifications près de Bab Maâlqa
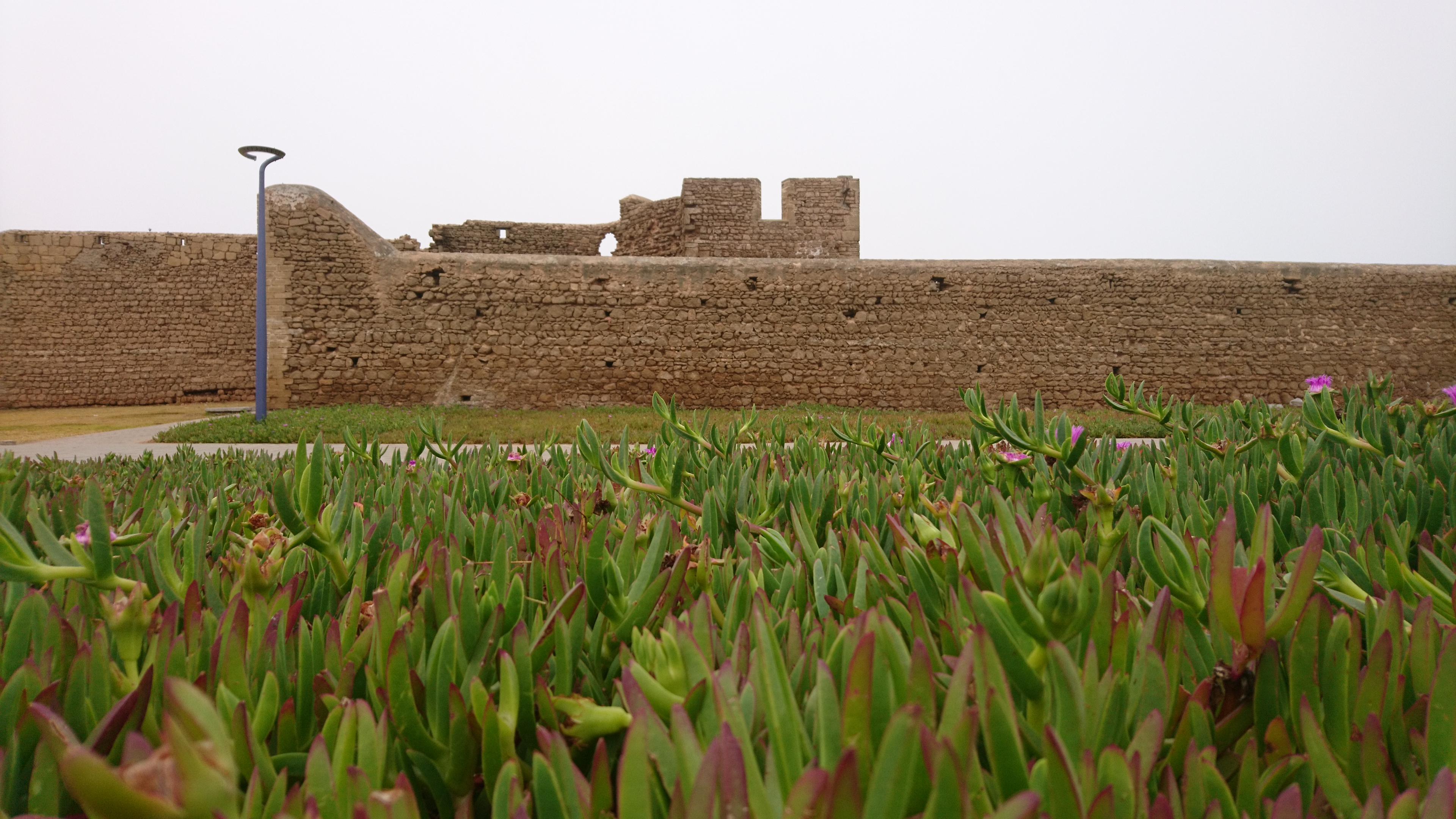
Partie du mur de Salé du côté de Bab Chaafa
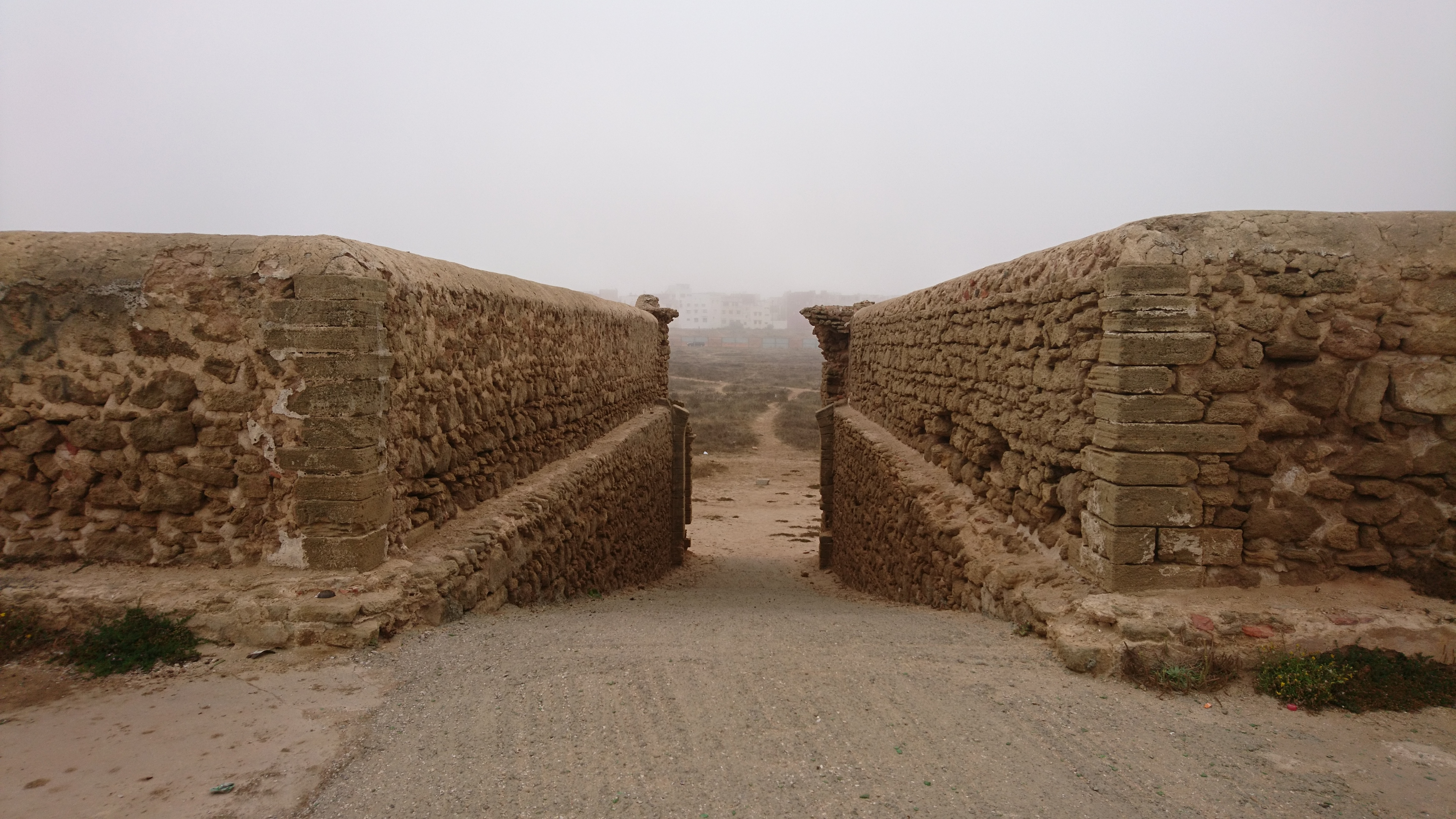
Entrée mur de Salé
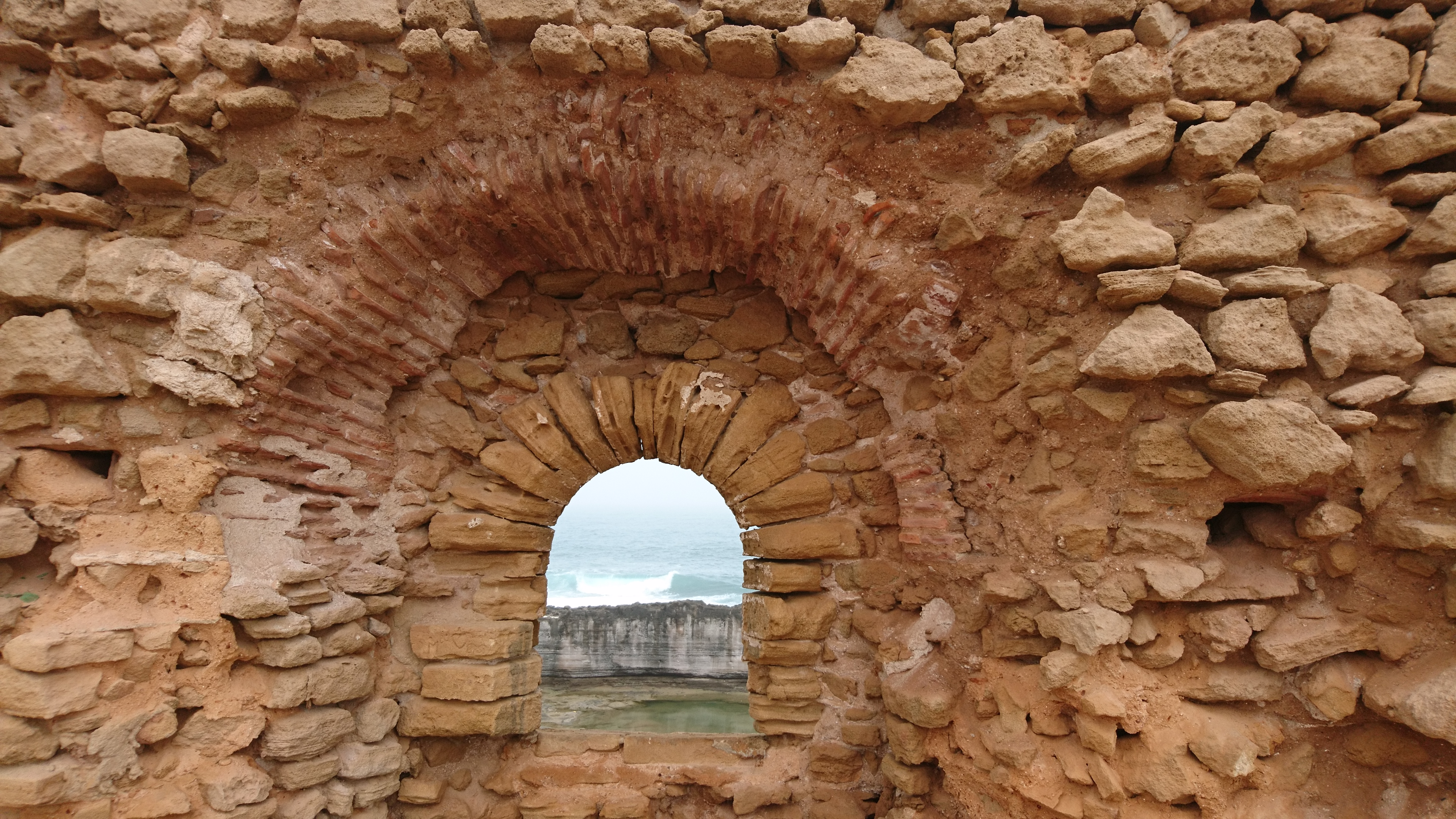
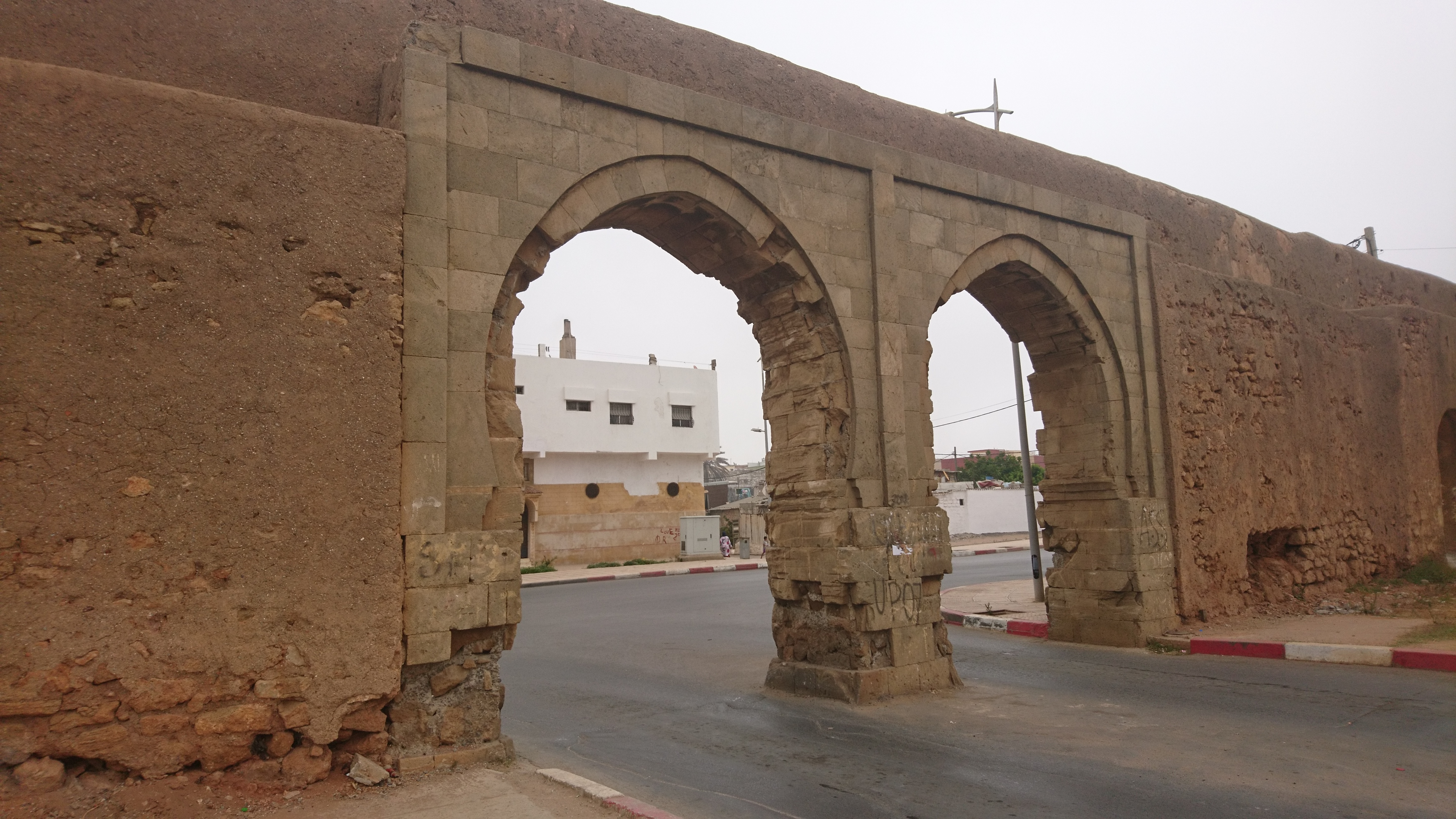
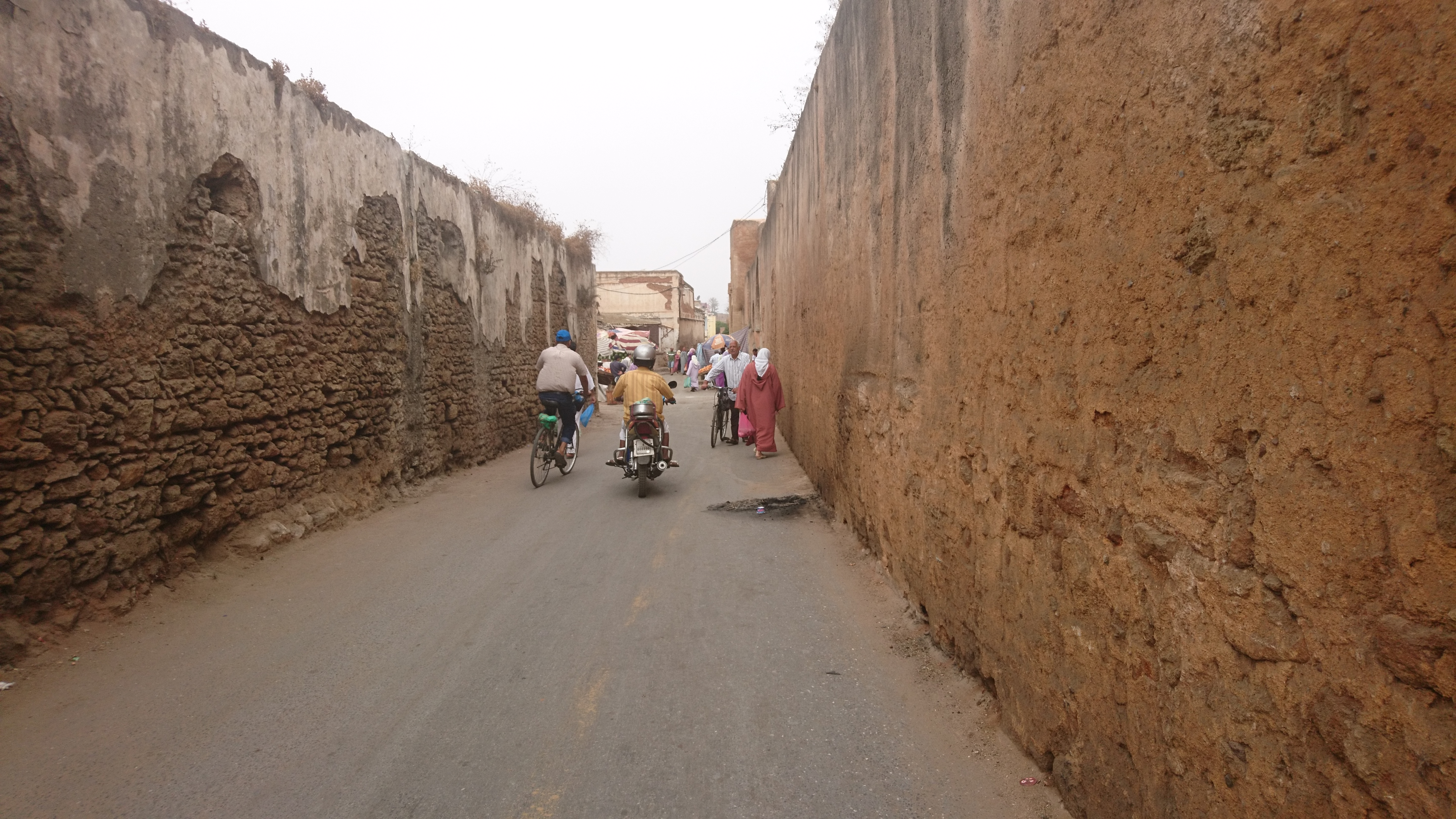

#### Texte officiel
- « Dahir du 10 octobre 1914 portant classement comme monument historique de l'enceinte de la ville de Salé », Bulletin officiel de l'Empire chérifien - Protectorat de la République française au Maroc, no 104,‎ 19 octobre 1914, p. 786 (lire en ligne [PDF])

#### Ouvrages
- (en) Saïd Mouline, « Rabat-Salé. Holy Cities of the Two Banks », dans Salma Khadra Jayyusi, Renata Holod, Attilio Petruccioli et André Raymond, The City in the Islamic World, vol. 1, Leyde, Brill, 2008, 1494 p. (ISBN 9789004171688, lire en ligne), p. 643-662
- Kenneth L. Brown, « À l'intérieur des murailles », dans Les Gens de Salé : Tradition et changement dans une ville marocaine de 1830 à 1930, Casablanca, Eddif, 2001, 322 p. (ISBN 9789981090538), p. 69-96 [aperçu en ligne]
- Driss Mrini et Ismaïl Alaoui, Salé : Cité millénaire, Rabat, Éditions Éclat, coll. « Trésors d'une ville », 1997, 199 p. (ISBN 9981999504), p. 40-44